# Hernando Tovar
Hernando Tovar Brizneda (17 de setembro de 1938) é um ex-futebolista colombiano que atuava como meia.

## Carreira
Hernando Tovar fez parte do elenco da Seleção Colombiana de Futebol, na Copa do Mundo de  1962. 